# 瓦尔维涅尔
瓦尔维涅尔（法語：Valvignères，法語發音：[valviɲɛʁ]）是法国阿尔代什省的一个市镇，属于普里瓦区。

## 地理
瓦尔维涅尔（44°30'2"N, 4°34'27"E）面积29.78 平方千米，位于法国奥弗涅-罗讷-阿尔卑斯大区阿尔代什省，该省份为法国东南部内陆省份，北起顺时针与卢瓦尔省、伊泽尔省、德龙省、沃克吕兹省、加尔省、洛泽尔省和上盧瓦爾省接壤。
与瓦尔维涅尔接壤的市镇（或旧市镇、城区）包括：阿尔巴拉罗迈讷、格拉、拉尔纳、圣昂代奥勒德贝尔、圣莫里斯迪比、圣托梅。

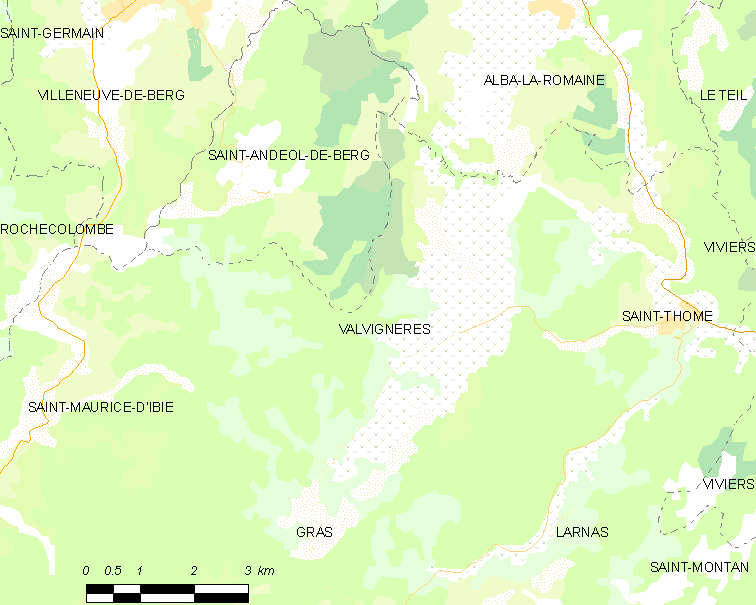
瓦尔维涅尔的OSM定位图

瓦尔维涅尔的时区为UTC+01:00、UTC+02:00（夏令时）。

## 行政
瓦尔维涅尔的邮政编码为07400，INSEE市镇编码为07332。

## 政治
瓦尔维涅尔所属的省级选区为贝尔-埃尔维县。

## 人口

1962-2008年间瓦尔维涅尔人口变化图示

瓦尔维涅尔于2022年1月1日时的人口数量为438人。